# جان فرانسیس جکسون
جان فرانسیس جکسون (به انگلیسی: John Francis Jackson) (زاده ۲۳ فوریه ۱۹۰۸ درگذشته ۲۸ آوریل ۱۹۴۲) خلبان تک‌خال و فرمانده گردان هوایی استرالیایی در جنگ جهانی دوم بود. سرشناسی و نیکنامی وی به دلیل پیروزی در هشت نبرد هوایی می‌باشد. وی در خلال نبرد پورت مورسبی (Battle of Port Moresby) که در سال ۱۹۴۲ رخ داد، فرماندهی واحد هوایی سلطنتی شماره ۷۵ استرالیا (No. 75 Squadron RAAF) را بر عهده داشت.